# Seznam iranskih slikarjev
Seznam iranskih slikarjev.

## A
- Reza Abbasi
- Aidin Aghdashloo
- Hanibal Alkhas
- Kamal ol-Molk

## B
- Farrukh Beg
- Hossein Behzad
- Kamaleddin Behzad

## D
- Iran Darroudi

## F
- Mahmoud Farshchian

## H
- Mansoureh Hosseini

## M
- Mani

## S
- Sohrab Sepehri
- Shaikh Mohammad Shirazi

## Z
- Zhaleh Kazemi